# Раде Ђерговић
Раде Ђерговић (Лозница, 1948) српски је хумориста, сатиричар и афористичар.

## Биографија
Основну, средњу и вишу школу завршио је у Шапцу. Учитељским позивом се бавио у Рађевини (Бела Црква, Врбић, Доње Брезовице) и у Гружи, општина Кнић (Топоница, Баре, Забојница). Вратио се у Шабац 1996. године, где се запослио као библиотекар у Народној библиотеци „Жика Поповић“. Пензионисан је 2009. године.
Писањем хумора и сатире почео је да се бави 1968. године у емисији „Минимакс“ која је емитована на таласима „Радио Београда“. Заступљен је у неколико антологија афоризама и награђиван за своје радове на простору бивше Југославије. Превођен је на руски, пољски и македонски језик.
Члан је Удружења књижевника Србије и НВО „Ризница српске духовности“. Био је председник Чивијашке Републике 2002-2003. године.

## Одабране награде и признања
- Златна значка Културно-просветне заједнице Србије
- Прва награда за афоризам, "Чивијада 2012"
- Награда Радоје Домановић, 2016.
- Награда Драгиша Кашиковић
- Награда „Јован Хаџи Костић”, 2020.[2]

## Дела
- Доскоци
- Јовановићи
- Савремене басне
- Носталгичне приче
- Коска је бачена
- Ослушкивање из склоништа
- Зауставите земљу
- Небески народ и земаљска чуда
- Бруте брате
- Хумор и лектира
- У демократији до гуше
- Издајници еволуције